# Las Leandras
Las Leandras es una revista musical española (también, pasatiempo cómico-lírico) en dos actos divididos en un prólogo, cinco cuadros, varios subcuadros y una apoteosis, con música del maestro Francisco Alonso y libreto de Emilio González del Castillo y José Muñoz Román. Se estrenó en el Teatro Pavón de Madrid el 12 de noviembre de 1931, con Celia Gámez en el papel principal. Entre el repertorio de diez canciones, resultan especialmente recordadas "El Pichi" y "Los nardos".
En 1961 la obra fue adaptada al cine, con Rocío Dúrcal (Concha) como protagonista y con la participación de Enrique Rambal y Amparo Arozamena.

## Argumento
Ante el inesperado anuncio de la visita de su tío Don Francisco, Concha se ve en el dilema de intentar ocultarle su verdadera profesión: es una joven artista que se gana la vida como vedette de revista. Con la ayuda de su novio, Leandro, escenifican, en lo que en su día fue un burdel, un colegio de señoritas —al que bautizan como Las Leandras— en el que profesores y alumnas no son otros que los miembros de la compañía teatral.
Sin embargo, el enredo se desencadena cuando Francisco, un hombre de provincias, desconociendo el cierre del prostíbulo, se presenta en el lugar con su sobrino Casildo esperando los servicios de las señoritas. Todos creen que se trata del tío de Concha, quien a su vez es confundido más tarde por Leandro como un pretendiente de la chica.
Tras una sucesión de malentendidos todo quedará aclarado.

## Números musicales
- Preludio (orquesta)
- Intermedio (orquesta)
- Introducción y coro de colegialas: "A dar la lección"
- Java de las viudas: "Ay, qué triste es ser la viuda"
- Terceto del divorcio: "Ahora casarse es cosa de juego"
- Chotis del pichi: "Pichi, es el chulo que castiga"
- Blues - Charlestón de Clara Bow: "Clara Bow, gentil star"
- Canción de las Canarias: "Al bailar el tajaraste"
- Escena y dúo de Paco y Aurelia: "Dile al gomoso"
- Pasodoble de los nardos: "Por la calle de Alcalá"
- Número de baile
- Apoteosis y desfile de la compañía: "El beso de una mujer"

## Personajes principales
- Concha, colegiala metida a vedette.
- Aurora, segunda vedette celosa del éxito de Concha.
- Fermina, paleta que viene al colegio para prepararse como futura esposa.
- Manuela, mujer del tío Francisco y madre de Fermina.
- Clementina, colegiala despistada y algo inocente.
- Leandro, novio achulado y protector de Concha.
- Porras, apuntador y padre de Aurora.
- Tío Francisco, padre de Fermina y criador de canarios.
- Casildo, futuro marido de Fermina y chico muy tímido.
- Don Francisco, tío de Concha y hombre muy severo y moralista.
- Don Cosme, empresario catalán de revistas.

## Representaciones y películas destacadas
- Teatro (Estreno) (Madrid, 12 de noviembre de 1931). Intérpretes: Celia Gámez (Concha), Amparito Sara, Cora Gámez, Conchita Ballesta, Pepita Arroyo, Pepe Alba, Enrique Parra, José Bárcenas, Manuel Rubio, Julio Lorente.
- Teatro (Teatro Cómico de Barcelona, 14 de noviembre de 1931), Intérpretes: Laura Pinillos, Sara Fenor, Arturo Lledó.
- Teatro (1958): Intérpretes: Lina Morgan (Concha), Manolo Gómez Bur.
- Cine: Las Leandras (1961), dirigida por Gilberto Martínez Solares. Intérpretes: Rosario Dúrcal (Concha), Enrique Rambal, Andrés Soler, Francisco Jambrina, Amparo Arozamena, Yolanda Margain, Celia Viveros, Joaquín García Vargas y Alberto Catalá.
- Cine: Las Leandras (1969), versión libre dirigida por Eugenio Martín. Intérpretes: Rocío Dúrcal (Patricia), Jeremy Bulloch, Celia Gámez, Antonio Garisa, Alfredo Landa, Isabel Garcés y Juanito Navarro.
- Teatro (1979): Intérpretes: María José Cantudo (Concha).
- Televisión: Las Leandras en el espacio La comedia musical española (1985), dirigida por Fernando García de la Vega. Intérpretes: Paloma San Basilio (Concha), Pedro Civera, Quique Camoiras, Queta Claver, Luis Varela.